# Sydney M. Finegold
Sydney Martin Finegold (* 12. August 1921 in New York City; † 17. September 2018) war ein US-amerikanischer Internist, Mikrobiologe und Immunologe.

## Leben und Karriere
Finegold wurde am 12. August 1921 in Far Rockaway im New Yorker Stadtteil Queens geboren. Seine Eltern Samuel und Jennie stammten aus Russland und waren beide gelernte Apotheker. Sidney hatte einen Bruder Harold und eine Schwester Pearl.
Um das Jahr 1932 zog die Familie nach Los Angeles um, Sydney Finegold studierte Bakteriologie an der UCLA und legte 1943 eine Prüfung als Bacteriology Major ab.
Im Zweiten Weltkrieg war Finegold von 1943 bis 1945 Soldat im Marine Corps der US-Navy.
1947 heiratete er Mary Louise Saunders, mit der er drei Kinder bekam: Joseph Gregory (* 1950), Patricia Pearl (* 1951) und Michael James (* 1958).
Sein Examen in Medizin machte er im Jahr 1949 an der University of Texas.
Im Jahr 1951 veröffentlichte er sein erstes Papier: Studies on Antibiotics and the Normal Intestinal Flora.
1952 und 1953 nahm er als Regimentschirurg am Koreakrieg teil.
Ab 1954 arbeitete Finegold als Arzt in der Abteilung für Infektionskrankheiten am Wadsworth VA Hospital in Los Angeles und wurde später deren Chefarzt. 1955 begann er, an der UCLA School of Medicine zu unterrichten und war dort ab 1968 Professor für Medizin und ab 1983 Professor für Mikrobiologie und Immunologie. 1971 wurde er zum Fellow der American Association for the Advancement of Science gewählt.
Im Jahr 1994 heiratete Sydney Finegold in zweiter Ehe Gloria Helene Weiss.
Finegold ließ sich im Jahr 2000 im Alter von 79 Jahren an der UCLA emeritieren, um sich fürderhin auf seine Forschung zu konzentrieren.
Er starb am 17. September 2018 im Alter von 97 Jahren.

## Werk
Sydney Finegold forschte hauptsächlich über anaerobe Bakterien, die Darmflora und deren Einfluss auf die Gesundheit des Menschen. In den letzten Jahren konzentrierte er sich dabei auf den Zusammenhang zwischen Clostridien und Autismus.
Die bisherige Autismus-Forschung suchte vor allem genetische Ursachen für die Krankheit. Finegold ging zwar ebenso von einer genetischen Prädisposition aus, sah den Autismus aber auch durch die Umwelt beeinflusst. Es gibt Hinweise, dass es bei Embryos und Säuglingen als Antwort auf Infektionen zu einer Immunabwehr kommen kann, die zu Autismus führt; etliche autistische Kinder zeigen Magen-Darm-Anomalien. Finegold und einige seiner Kollegen (Emma Allen-Vercoe, Derrick MacFabe, Tore Mildtveit) gingen davon aus, dass regressiver Autismus (in dessen Verlauf Kinder Fähigkeiten wieder verlieren, die sie schon einmal erworben hatten) hauptsächlich durch übermäßiges Wachstum bestimmter Bakterien im Darm der Kinder verursacht wird, und dieses Wachstum wiederum durch die Behandlung der Kinder mit antimikrobiellen Arzneien (Antibiotika) ausgelöst wird, die ihnen als Therapeutikum gegen die Infektion gegeben werden.
Finegold sah also folgendes Muster: Ein Säugling hat eine Infektion. Der Arzt gibt ihm ein Antibiotikum dagegen. Dieses tötet bestimmte Bakterien ab, verschont aber andere. Das Gleichgewicht im Darm verschiebt sich hin zu den verschonten Bakterien; diese vermehren sich und lösen regressiven Autismus aus. Wie genau die proliferierenden Bakterien die Krankheit auslösen, wird noch erforscht. MacFabe untersuchte dabei Clostridien und ihr Abbauprodukt Propionsäure (siehe Propionsäuregärung).
Sydney Finegold publizierte etwa 40 Bücher und Monographien und etliche hundert Artikel.